# Empreinte
Empreinte è un album del gruppo di soukous congolese Zaïko Langa Langa.

## Tracce
1. Qui... Mieux? – 8:21
2. Jusqu'où? (acustica) – 6:10
3. Les 19' de Ngwasuma – 19:00
4. Malgré tout – 9:41
5. Nzete ya Mbila (Nile version) – 7:01
6. Delestage (remix) – 4:08
7. Jusqu'où? – 6:07
8. Qui... Mieux? (strumentale) – 8:02
9. Nzete yha Mbila (strumentale) – 4:28

Tutti i brani sono di N'Yoka Longo, eccetto Malgré tout e Delestage (remix) di Papy Cockson. 
[Les Participants]
[Chanteurs]
• Adamo Ekula 
• Chou Lay Evoloko 
• Lassa Lacolyte 
• Mafuta Mondial 
• Marcel Bakenda 
• Prince Bela Ntumba 
• Strelly Mikobi 
• Thylon Muanda 
• Thiro Mulunda Djeni 
[Animateurs]
• Bidjana Vangu Champion 
• Doudou Adoula Monga (RIP)
• Papy Cocaine Tombe 
[Guitares/Basse]
• Jimmy Yaba (Mi Solo)
• Gege Mangaya (RIP) (Mi Solo, Rythmique,Basse)
• Tshanda Sourate (Solo) 
• Petit Poisson (Solo , Mi Solo, Rythmique) 
• Shango Lundu (Rythmique) 
• Jean Marie Montigia (Basse)
[Batteries]
• Alonso Baba 
[Percutions]
• Nzenza Lundu 